# Bagnatica
Bagnatica is een gemeente in de Italiaanse provincie Bergamo (regio Lombardije) en telt 3901 inwoners (31-12-2004). De oppervlakte bedraagt 6,2 km², de bevolkingsdichtheid is 604 inwoners per km².

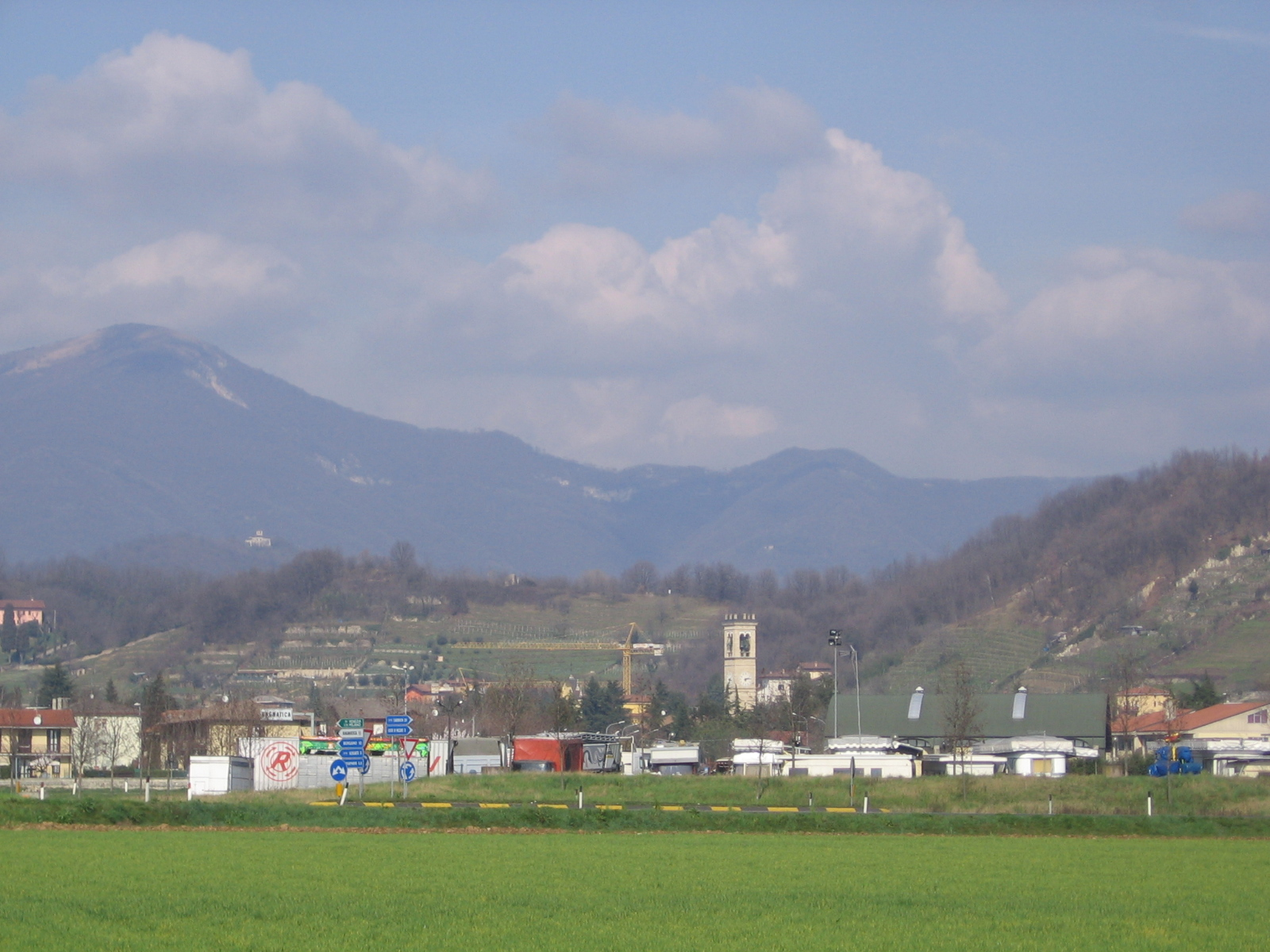
Bagnatica
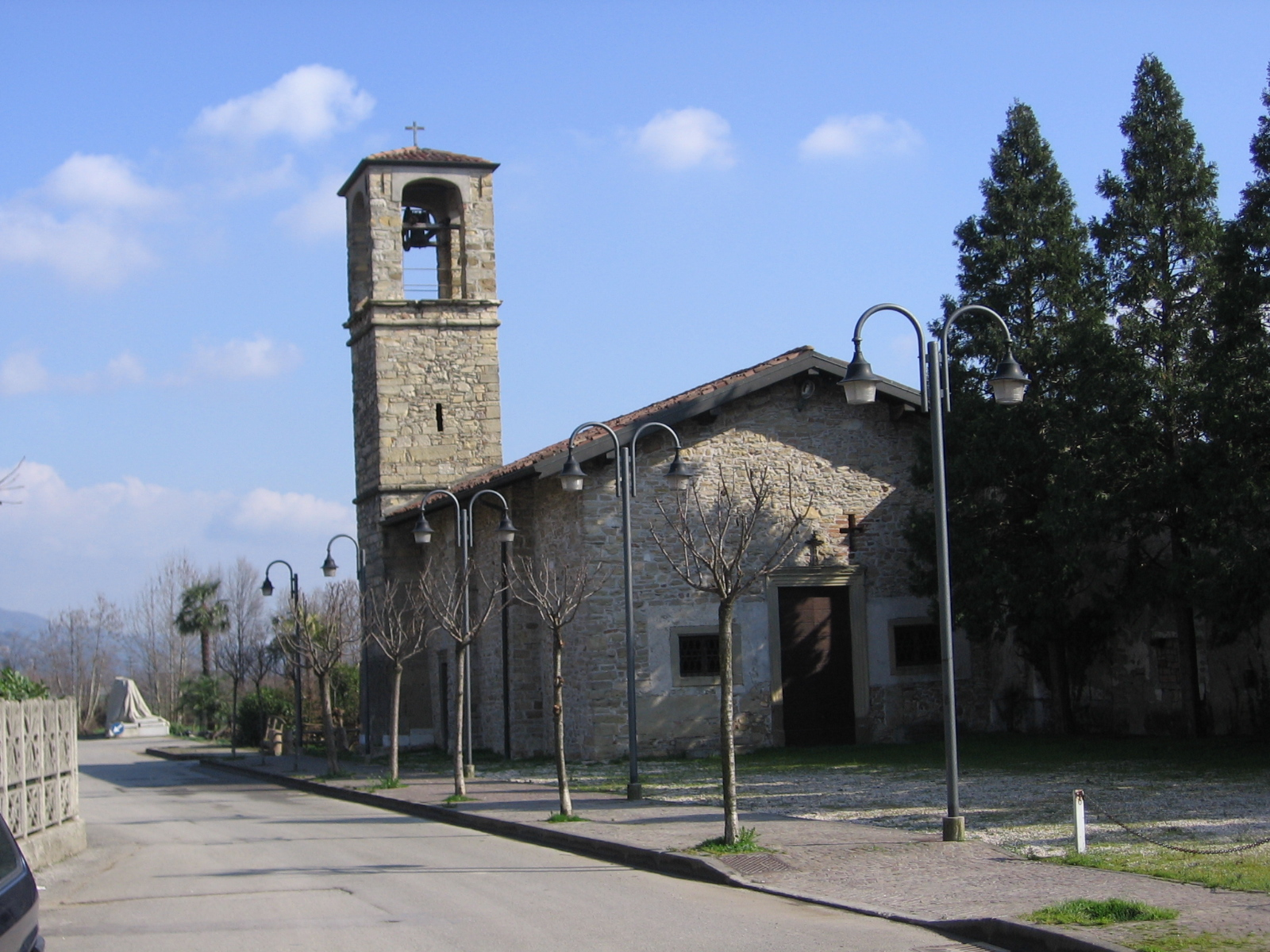
Kerk in Bagnatica

## Demografie
Bagnatica telt ongeveer 1492 huishoudens. Het aantal inwoners steeg in de periode 1991-2001 met 12,5% volgens cijfers uit de tienjaarlijkse volkstellingen van ISTAT.
| Jaar | Inwoneraantal |
| ---- | ------------- |
| 1991 | 3226          |
| 2001 | 3628          |
| 2004 | 3901          |

## Geografie
De gemeente ligt op ongeveer 220 meter boven zeeniveau.
Bagnatica grenst aan de volgende gemeenten: Albano Sant'Alessandro, Bolgare, Brusaporto, Calcinate, Costa di Mezzate, Montello, Seriate.